# Smile (Harpo-album)
Smile är den svenske popartisten Harpos fjärde studioalbum, utgivet 1976 på skivbolaget EMI (skivnummer 7C 062-35370 ). Det har inte getts ut på CD.
Albumet producerades och arrangerades av Bengt Palmers som åstadkom en ovanligt ambitiös och varierad produktion för att vara 1970-talets Sverige. På skivan medverkar en varierande uppsättning studiomusiker, däribland Palmers själv, men även Mike Watson, Jan Schaffer, Anders Eljas, Rutger Gunnarsson, Roger Palm, Ola Brunkert och Annica Risberg. Björn Skifs spelar trumpetsolo på "Smile".
Från skivan utgavs singlarna "Rock 'N' Roll Clown", "Horoscope" och "Smile", av vilka "Horoscope" tog sig in på den svenska singellistan. Albumet som helhet nådde en fjärdeplats som bästa på den svenska albumlistan.

## Låtlista
Där inte annat anges är låtarna skrivna av Harpo.
1. "Horoscope" – 3:30
2. "My Bubblegum Gun" – 3:00
3. "Secret Silver Box" – 3:27
4. "Dixie (Such a Crazy Cat)" – 3:21
5. "Jessica" – 3:30
6. "Rock 'n' Roll Clown" – 3:50 (Harpo, Bengt Palmers)
7. "Smile" – 3:41 (Charles Chaplin, Geoffrey Parsons, John Turner)
8. "Honeymoon" – 3:12
9. "Chelsea Lady" – 3:14 (Harpo, Bengt Palmers)
10. "The End of Time" – 3:51

## Medverkande
"Horoscope"
- Jan Guldbäck – trummor
- Per-Erik Hallin – Wurlitzer-piano
- Harpo – sång
- Bengt Palmers – slagverk
- Annica Risberg – bakgrundssång
- Finn Sjöberg – elgitarr
- Mike Watson – bas
- Lars Wellander – elgitarr
- Liza Öhman – bakgrundssång

"My Bubblegum Gun"
- Johnny Blomqvist – piano
- Denny Boström – bas
- Ola Brunkert – trummor
- Brian Chapman – bakgrundssång
- Anders Eljas – clavinet
- Yngve Hammervald – elgitarr
- Harpo – sång
- Bengt Palmers – banjo, slagverk, solina stringman, elgitarr

"Secret Silver Box"
- Ola Brunkert – trummor
- Anders Eljas – piano (Fender)
- Harpo – sång
- Gloria Lundell – harpa
- Bengt Palmers – ukulele
- Jan Schaffer – akustisk gitarr
- Mike Watson – bas

"Dixie (Such a Crazy Cat)"
- Ola Brunkert – trummor
- Anders Eljas – orgel
- Malando Gassama – congas, cabassa
- Claes af Geijerstam – bakgrundssång
- Harpo – sång
- Kai Käll – bakgrundssång
- Bengt Palmers – ukulele
- Annica Risberg – bakgrundssång
- Jan Schaffer – akustisk gitarr
- Mike Watson – bas, bakgrundssång

"Jessica"
- Michael Areklew – akustisk gitarr
- Ola Brunkert – trummor
- Anders Eljas – Wurlitzer-piano
- Harpo – sång
- Gloria Lundell – harpa
- Bengt Palmers – akustisk gitarr, bas
- Lennart Wärmell – dragspel

"Rock 'N' Roll Clown"
- Claes af Geijerstam – bakgrundssång
- Anders Eljas – piano
- Jan Guldbäck – trummor
- Rutger Gunnarsson – bas
- Harpo – sång
- Kai Käll – bakgrundssång
- Bengt Palmers – timpani, marimba, rörklockor
- Annica Risberg – bakgrundssång
- Mike Watson – bakgrundssång
- Lars Wellander – elgitarr

"Smile"
- Denny Boström – bas
- Ola Brunkert – trummor
- Anders Eljas – piano
- Yngve Hammervald – elgitarr
- Harpo – sång
- Bengt Palmers – akustisk gitarr, ukulele, arp
- Björn Skifs – trumpet

"Honeymoon"
- Jan Bandel – marimba
- Denny Boström – bas
- Kerstin Bagge – bakgrundssång
- Harpo – sång
- Roger Palm – trummor
- Bengt Palmers – akustisk gitarr, slagverk
- Annica Risberg – bakgrundssång
- Jan Schaffer – elgitarr
- Liza Öhman – bakgrundssång

"Chelsea Lady"
- Ola Brunkert – trummor
- Anders Eljas – Wurlitzer-piano
- Malando Gassama – congas
- Harpo – sång
- Jan Kling – sopransaxofon
- Bengt Palmers – akustisk gitarr
- Jan Schaffer – akustisk gitarr
- Mike Watson – bas

"The End of Time"
- Denny Boström – bas
- Anders Eljas – Wurlitzer-piano
- Grethe – bakgrundssång
- Harpo – sång
- Malou – bakgrundssång
- Roger Palm – trummor
- Bengt Palmers – akustisk gitarr, elgitarr
- Lars Wellander – akustisk gitarr, elgitarr

## Listplaceringar
| Lista (1976-1977) | Topplacering |
| ----------------- | ------------ |
| Sverige           | 4            |